# Caldo verde

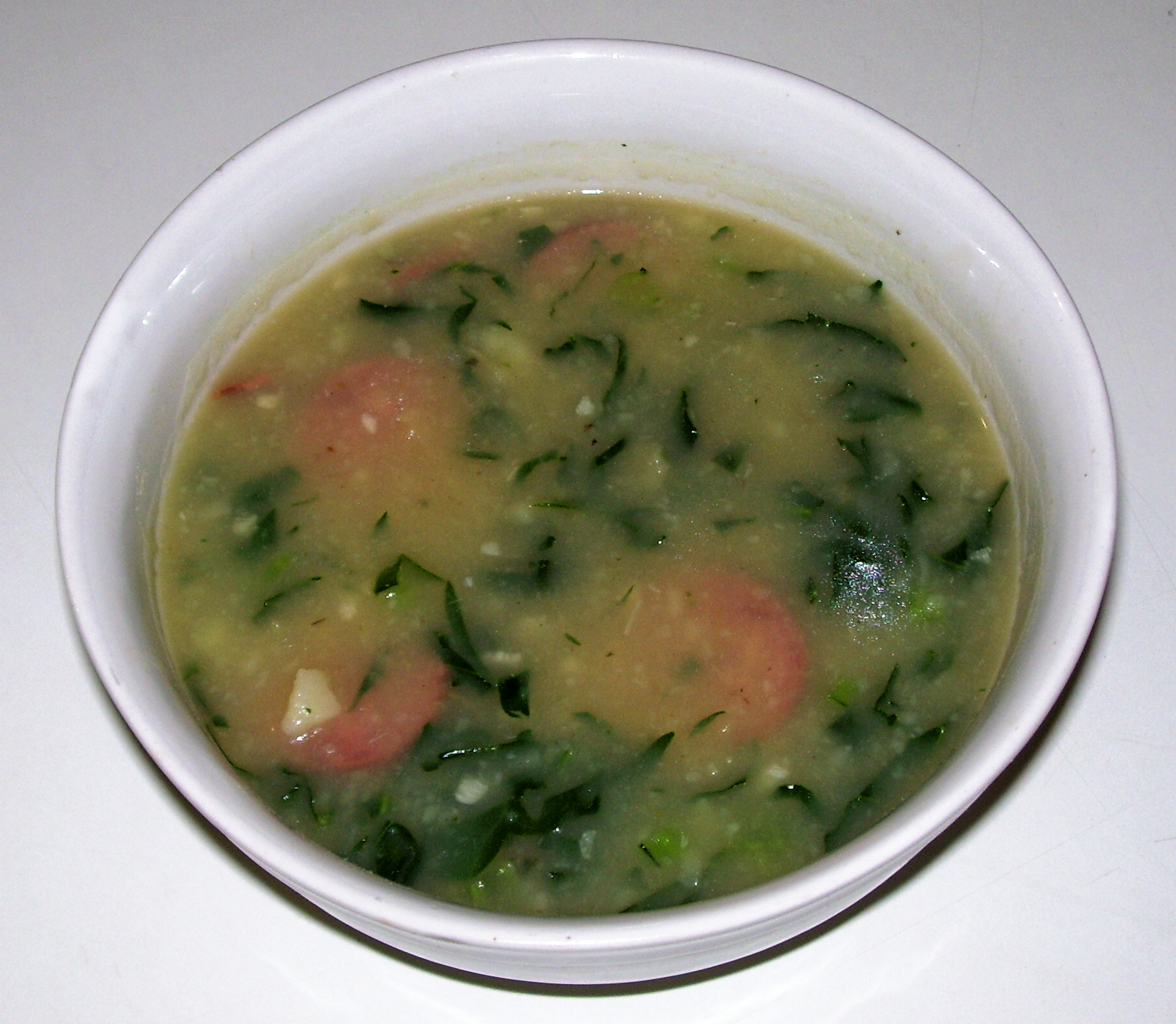
Caldo verde.

Caldo verde (portugisiska: [ˈkaɫduˈvɛɾdɨ]) ’grön buljong’ är en portugisisk soppa som innehåller grönkål, potatis, lök, olivolja och korven chouriço. Den görs på couve-galega, en typ av grönkål som i Portugal traditionellt odlas året runt.
Soppan härstammar från de nordvästra delarna av Portugal, där den var basföda för bönder och arbetare. Idag är den en viktig del av den traditionella portugisiska köket; i en nationell omröstning i september 2011 utnämndes den till en av landets sju kulinariska underverk.